# 士 (周朝)
士是周朝由禮制規定的爵位等級，相當於貴族內附庸之階級，主要職責是管理平民及征戰。在春秋戰國時「士」開始文武分途，形成「好文者為遊士，尚武者為遊俠」。

## 權力與地位
西周時代的「士」在封建制度裡的階級身份處於卿大夫之下，庶民之上，居於國中（即國都中），是“国人”中的主要成员，受宗法制支配，與國君、卿大夫有着親疏不等的宗法關係，对大夫有直接的隶属关系。内部还有上士、中士、下士之别，其社会地位相差亦很大，主要擔任卿大夫的家臣，以俸祿為生或依賴於自己的「食田」，此外还占有少量奴隶，作為最低等的貴族時常與平民階層膠著在一起。
「士」大多受過六藝教育並文武兼資，被要求懂弓馬駕車、吟唱下棋，成為出能武入能文的通才。軍事是周朝國家政治的中心，「士」即王公大夫之衛士，是受貴族祿養的職業軍人。士自己持有武器、糧秣和車馬等裝備財產，有統馭平民之權利，亦有執干戈以衛社稷之義務，亦稱作「國士」以示地位之高，晉「公卒」與楚「王卒」皆選用國士擔任，相當於禁衛軍。

## 變遷與起落
春秋后期，由于社会生产力的发展，宗法制动摇，再加上私学兴起，士阶层的成分、地位和作用都发生了很大的变化。在此背景下，戰國時期的「士」的身份進一步模糊化，地位不再明晰，一些作為門客的士往往具有多重身份。
「士」主要就於「文」和「武」兩個方向演化，與過往接受六藝之「士」文武並重不同，戰國後的士不再附帶射（射箭）、御（駕車）等军事训练，基本以文為重，而其地位亦未以分封制為依托。隨著秦漢中央集權制的建立與發展，「文士」逐步官僚化，演變形成「士族」，同時「武士」階層由于失去固定階級而逐步消解，残存為遊走民間的遊俠。

## 道德標準
孔子提出「士」的道德标准：“行己有耻，使于四方不辱君命，可谓士矣。”，“士不可以不弘毅，任重而道远。仁以为己任，不亦重乎？死而后已，不亦远乎？”。
荀子將「士」分為「通士」、「公士」、「直士」、「悫士」，並指出通士「上则能尊君，下则能爱民，物至而应，事起而辨」，公士「不下比以闇上，不上同以疾下，分争于中，不以私害之」，直士「身之所长，上虽不知，不以悖君；身之所短，上虽不知，不以取赏；长短不饰，以情自竭」，悫士「庸言必信之，庸行必慎之，畏法流俗而不敢以其所独甚」。